# Cap del Verd
El Cap del Verd és una muntanya de 2.283 metres situada a la Serra del Verd, a la confluència de les comarques de l'Alt Urgell, el Berguedà i el Solsonès.És el cim més alt de la Serra del Verd.
Aquest cim està inclòs al llistat dels 100 cims de la FEEC
Les dues rutes més utilitzades per ascendir-hi són des del Coll de la Mola, o des de la Coma i la Pedra.